# Élie Decazes
Élie Louis Decazes [ejtsd: dökáz] (Saint-Martin-de-Laye, 1780. szeptember 28. – Párizs, 1860. október 24.) herceg, francia államférfi, Franciaország miniszterelnöke.

## Élete
Jogi tanulmányai elvégzése után ügyvéd, majd bíró lett a szajnai törvényszéknél, 1806-ban pedig Lajos holland király meghívására Hágában vállalt állást. Hollandia érdekeinek védelmezése miatt ő is elvesztette Napóleon kegyét és csak 1811-ben nevezték ki a francia legfőbb birodalmi törvényszék bírójává. Az első párizsi béke után a Bourbonokhoz csatlakozott és nem lett hűtlen hozzájuk a száz nap alatt sem. Jutalmát meg is kapta; XVIII. Lajos, második visszatérése után rendőrminiszterré, államtanácsossá nevezte ki és grófi címet adományozott neki.
Általában XVIII. Lajos Decazes-t szellemes társalgása és szeretetreméltósága miatt rendkívül megkedvelte és Decazes a király kegyét arra használta fel, hogy az ultrarojalisták túlzásait korlátok közé szorítsa. Feloszlatta a chambre introuvable-t, megszüntette a kivételes törvényeket és lejjebb szállította a választási cenzust. 1818-ban mint miniszterelnök új, mérsékelt szabadelvű minisztériumot alakított, melyben ő maga a belügyek vezetését vette át. A szenátus ellenállását a szabadelvű eszmékkel szemben 1819-ben 60 új pair kinevezésével megtörte, de Berry hercegnek 1820. február 13-án történt meggyilkoltatását az ultrarojalisták felhasználták megbuktatására. Vádat emeltek ellene, hogy forradalmi politikája által idézte elő a gyilkosságot, úgyhogy XVIII. Lajos kényszerítve érezte magát, hogy kedvelt miniszterét február 17-én elbocsássa.
A király egyébiránt herceggé és londoni nagykövetté nevezte ki Decazes-t, de ezen állásáról már 1821-ben visszahívták. A júliusi forradalom után elismerte Lajos Fülöpöt francia királynak és tagja maradt a pair-kamarának. Az 1848-as felkelés után azonban teljesen visszavonult a politikától és Decazeville kastélyban töltötte utolsó éveit.